# Slaton
Slaton is een plaats (city) in de Amerikaanse staat Texas, en valt bestuurlijk gezien onder Lubbock County.

## Demografie
Bij de volkstelling in 2000 werd het aantal inwoners vastgesteld op 6109.
In 2006 is het aantal inwoners door het United States Census Bureau geschat op 5697, een daling van 412 (-6,7%).

## Geografie
Volgens het United States Census Bureau beslaat de plaats een oppervlakte van
14,0 km², geheel bestaande uit land. Slaton ligt op ongeveer 959 m boven zeeniveau.

## Plaatsen in de nabije omgeving
De onderstaande figuur toont nabijgelegen plaatsen in een straal van 28 km rond Slaton.

## Geboren in Slaton
- Bill Lienhard (1931-2022), basketballer
- Bobby Keys (1943-2014), saxofonist